# Terebrogaster squalida
Terebrogaster squalida är en skalbaggsart som beskrevs av Marc Lacroix 1989. Terebrogaster squalida ingår i släktet Terebrogaster och familjen Melolonthidae. Inga underarter finns listade i Catalogue of Life.